# 파비앙 코르비노
파비앙 이브 제롬 코르비노(프랑스어: Fabien Yves Jérôme Corbineau, 1987년 10월 30일 ~ )은 대한민국에서 활동하고 있는 프랑스인 배우이자 모델이며 그의 현재 거주지는 대한민국 서울특별시이다.

## 이력
5살 때 어머니가 건강상의 이유로 그를 집 근처 태권도 학원에 보낸 것이 대한민국을 알게 된 계기였으며, 프랑스 태권도 국가대표로 선발되기도 하였다. 그는 지난 2007년 프랑스 파리에서 모델로 활동하던 중 대한민국에 오게 되는데,  현재까지도 대한민국에서 활동하고 있다.
2020년 6월 27일 한국사능력검정시험 심화를 봐서 당당히 96점으로 1급을 합격했다.

## 학력
- 파리 제12대학(Paris 12 University) 국제무역학과 석사 졸업- 3년 학사+ 2년 석사(프랑스)
- 2010 경기대학교 어린이 연극지도 졸업
- 2014년 독도 아카데미 졸업
- 2015년 이화여자대학교 언어교육원 졸업

## 출연작

### 방송
- 《식객 허영만의 백반기행》 - 게스트 (182회), (TV조선, 2022년)
- 《박종인의 땅의 역사》 (TV조선, 2022년)
- 《생방송 행복드림 로또 6/45》- 게스트 (998회), (MBC, 2022년)
- 《이웃집 찰스》 (KBS1, 2016년)
- 《The east sea expedition》 (아리랑TV, 2016년)
- 《bring it on》 (아리랑TV, 2015년)
- 《Glimpse of Korea》 (아리랑TV, 2015년)
- 《해피투게더 시즌 3》 (KBS2, 2015년)
- 《100인의 선택 - 최고라면》 (MBC Every1, 2014년)
- 《헬로! 이방인》 (MBC, 2014년)
- 《위기탈출 넘버원》 (KBS2, 2014년)
- 《SNL 코리아 시즌 5》 (tvN, 2014년)
- 《퀴즈쇼 사총사》 (KBS2, 2014년)
- 《왓따! 풍선껌크게불기 챔피언쉽 시즌 3》 (온게임넷, 2014년)
- 《옷장의 요정》 (QTV, 2014년)
- 《별바라기》 (MBC, 2014년)
- 《비타민》 (KBS2, 2014년)
- 《대국민 토크쇼 안녕하세요》 (KBS2, 2014년)
- 《런닝맨》 (SBS, 2014년)
- 《해피투게더 시즌 3》 (KBS2, 2014년)
- 《우리동네 예체능》 (KBS2, 2014년)
- 《트루 라이브 쇼》 (Story on, 2014년)
- 《갤럭시노트3배 전국민 모두의마블 대회》 (온게임넷, 2014년)
- 《공유TV 좋아요》 (tvN, 2014년)
- 《세바퀴》 (MBC, 2014년)
- 《나 혼자 산다》 (MBC, 2014년)
- 《스타일 로그》 (On Style, 2013년)
- 《출발드림팀 시즌 2》 (KBS2, 2013년)
- 《놀이왕》 (KBS2, 2013년)
- 《켠김에 왕까지》 (온게임넷, 2012년)
- 《올리브쇼 2012》 (올'리브, 2012년)
- 《YOU CAN COOK》 (올'리브, 2012년)
- 《도전! 수퍼모델 코리아 시즌 3》 (On Style, 2012년)
- 《부자의 탄생 시즌 2》 (tvN, 2011년)
- 《방방곡곡 해피트레인》 (MBC, 2011년)
- 《여유만만》 (KBS2, 2011년)
- 《개그콘서트》 (KBS2, 2011년)
- 《화성인 바이러스》 (tvN, 2011년)
- 《겟 잇 뷰티 2011》 (On Style, 2011년)
- 《카운트다운 리얼리티 48시간》 (채널 뷰, 2010년)
- 《섹션 TV 연예통신》 (MBC, 2010년)
- 《서바이벌 한식왕》 (KBS2, 2009년)

### 드라마 & 시트콤
- 《신입사관 구해령》 (MBC, 2019년) - 프랑스 이양인 쟝 바티스트 바흐텔레미 역 (특별출연)
- 《미스터 션샤인》 (tvN, 2018년) - 프랑스 공사관 서기관 레오 역
- 《오! 할매》 (KBS1, 2015년) - 철수 역
- 《하이스쿨 러브온》 (KBS2, 2014년) - 필립 역
- 《결혼의 여신》 (SBS, 2013년)
- 《보고싶다》 (MBC, 2012년) - 변호사 역
- 《더킹 투하츠》 (MBC, 2012년) - 찰리 역
- 《닥터 진》 (MBC, 2012년) - 리델 역
- 《청담동 살아요》 (JTBC, 2012년)
- 《왔어 왔어 제대로 왔어》 (MBN, 2012년)
- 《내게 거짓말을 해봐》 (SBS, 2011년)
- 《역전의 여왕》 (MBC, 2010년)
- 《시크릿 가든》 (SBS, 2010년)
- 《제중원》 (SBS, 2010년) - 에비슨 역
- 《에덴의 동쪽》(MBC, 2008년)[5]

### 영화
- 《패션왕》 (2014년) - 본인 역
- 《파파》 (2011년) - 지미 역

### 연극
- 《어쿠스틱 러브》 (2011년)
- 《블라인드 시즌 2》 (2010년) - 슈텐버그 역

### 뮤직비디오
- 서인영 - 헤어지자 (2013년)
- 니아 - Goodbye (2010년)

### CF
- 2022년 여기어때 (장기하, 민니, 이용진, 마츠다 아키히로, 그렉, 파트리샤 욤비, 스테파니 미초바와 함께 출연)
- 2014년 귀뚜라미보일러 (김광규와 함께 출연)
- 2014년 KT - 굿초이스
- 2013년 삼성 - 갤럭시 S4
- 2012년 환타 - 환타 아이돌 편
- 2011년 제노니아 4
- 2009년 교촌치킨

## 수상내역
- 2014년 MBC 방송연예대상 올해의 뉴스타상
- 2016년 프랑스 국위선양 1위 수상

## 홍보대사
- 2011년 여수세계박람회 프랑스관 홍보대사[6]
- 2014년 청년공공외교단 명예단원
- 2025년 국립문화유산연구원 홍보대사